# MLBイッキ見!
『MLBイッキ見!』（エム・エル・ビー イッキみ）はJ SPORTSのメジャーリーグ・ベースボールのハイライト番組。
J SPORTSでは、日本人選手を中心としてメジャーリーグの試合を連日生中継中心で放送しているが、この番組ではその週のメジャーリーグの好ゲームのハイライトを中心に、メジャーリーグのテレビ観戦が2倍楽しめるトピックスを織り込んで生放送している。初回放送は、メジャーリーグの開催期間中（平年4月-10月）の金曜日22:00-22:45にJ SPORTS1にて生放送され、以後随時再放送されている。

## 出演
- MC:津田麻莉奈
- レギュラーコメンテーター:AKI猪瀬
- その他、J SPORTSメジャーリーグ中継解説者毎週1名をゲストコメンテーターとして迎える。

## 関連番組
- メジャーリーグ中継 (J SPORTS)